# Westfield, Illinois
Westfield là một làng thuộc quận Clark, tiểu bang Illinois, Hoa Kỳ. Năm 2010, dân số của làng này là 601 người.

## Dân số
Dân số qua các năm:
- Năm 2000: 678 người.
- Năm 2010: 601 người.